# The Muse

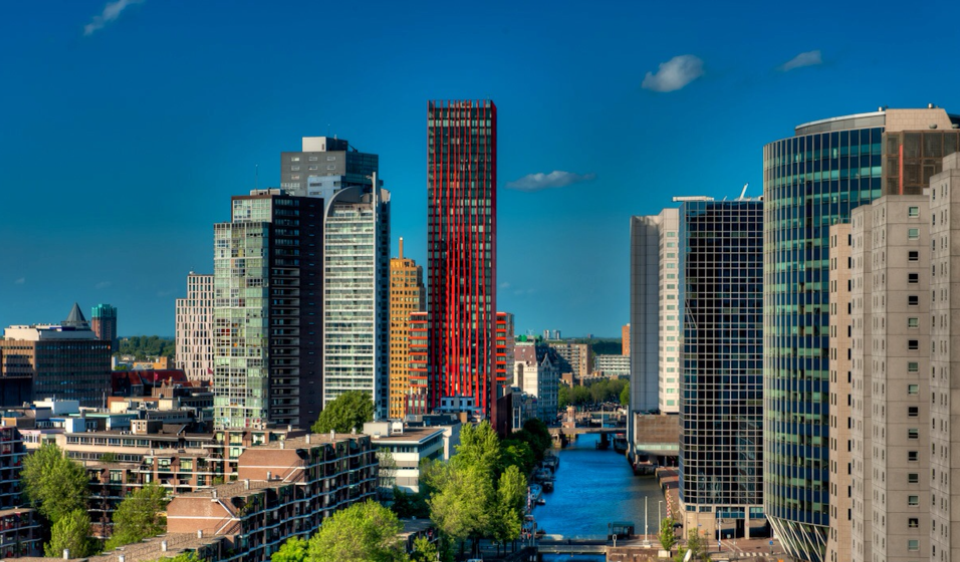
Maritiem District

The Muse is een woontoren in de Nederlandse stad Rotterdam. De woontoren is ontworpen door BARCODE Architects. De woontoren heeft een hoogte van 74 meter en telt 23 verdiepingen. De woontoren bevat 94 koopappartementen, in grootte variërend van 39 tot 209 m², een inpandige parkeergarage en twee commerciële ruimtes van 400 en 500 m².
De woontoren staat aan de Wijnhaven in het centrum van Rotterdam in het Maritiem District. Deze wijk kenmerkt zich door de aanwezigheid van veel hoogbouw. Zo bevinden zich in het Maritiem District ook de woontorens The Red Apple, 100Hoog, de Waterstadtoren, de Harbour Village, Coopvaert en Up:Town. Er worden in de komende jaren nog meer woontorens gebouwd.

## Ontwerp
The Muse is ontworpen door BARCODE Architects. Bijzonder aan het ontwerp is de knik die de woontoren maakt van de 5e tot en met de 8e verdieping. De noordelijke en zuidelijke gevel is bijna geheel uit glas opgetrokken, met uitzicht op het stadscentrum en de rivier de Maas; de westelijke en oostelijke gevel zijn meer gesloten van aard en bieden de bewoners meer privacy. De woontoren is onderverdeeld in 3 compartimenten; havenappartementen op de 1e t/m de 4e verdieping, terraswoningen op de 5e t/m de 8e verdieping en torenappartementen op de 9e t/m de 21e verdieping. Op de 22e en 23e verdieping komen onder andere 4 penthouses.

## CasaNova
The Muse en de naastgelegen woontoren CasaNova werden gebouwd met als doel het vormen van een nieuw woongebied aan de kade van de historische Rotterdamse Wijnhaven. BARCODE architects heeft beide gebouwen ontworpen als een eenheid met ieder een duidelijke eigen unieke signatuur. Volgens het ontwerp is de daktuin tussen de woontorens van The Muse en CasaNova ongeveer 1.500m2 groot. De daktuin werd bedacht als ontspannende en groene ontmoetingsplek, exclusief voor de bewoners van de beide torens. In het ontwerp zaten ook twee gastenkamers, een huismeesterservice en een fitnessruimte die door beide torens gedeeld zouden moeten gaan worden.

## Bereikbaarheid
The Muse is een woontoren in het Maritiem District, in het centrum van Rotterdam. De wijk wordt in het noorden ontsloten door de Blaak en in het zuiden door de Boompjes richting de Erasmusbrug en de Willemsbrug. Station Rotterdam Blaak, een ondergronds trein- en metrostation, bevindt zich in de directe omgeving.

## Omgeving
Het Maritiem District huist vooral woontorens en winkels voor de dagelijkse boodschappen. Tevens bevinden er zich een aantal bars, restaurants en hotels. Tegenover The Muse bevindt zich een kleine jachthaven voor pleziervaartuigen. In het Maritiem District bevinden zich ook twee hogescholen; de Willem de Kooning Academie en een van de gebouwen van de Hogeschool Rotterdam.
In de directe omgeving bevinden zich onder andere de Bibliotheek Rotterdam, de Kubuswoningen, de Markthal en het Maritiem Museum.